# Svebølle Boldklub og Idrætsforening
Svebølle Boldklub og Idrætsforening (forkortet SBI, Svebølle BI) var en dansk fodboldklub fra den vestsjællandske by Svebølle, hjemmehørende i Kalundborg Kommune. Den gik konkurs 22. august 2016. Der er sidenhen blevet oprettet en ny klub med navnet Svebølle Boldklub og Idrætsforening 2016.

## Historie
Svebølle BI kunne findes i Sjællandsserien for første gang i 1955, hvor de rykkede op fra B-rækken. Holdet blev der dog kun en enkelt sæson i første ombæring. Der blev i denne sæson sat den stadig stående tilskuerrekord på 3.500 tilskuere på Svebølle Stadion i forbindelse med lokalopgøret mod Kalundborg GB. Det forlyder at der måtte sættes ekstra tog ind i mellem de 2 nabobyer, for at imødekomme interessen for kampen. Siden 1955 har Svebølle BI befundet sig i Sjællandserien af to omgange af henholdsvis 3 og 2 sæsoner, senest sidst i 1970'erne.

Efter 5 sæsoner i serie 1 (SBU) lykkedes det Svebølle BI i 2007, at rykke op i sjællandsserien for første gang i 3 årtier.
Klubben er sammen med Køge BK indehaver af en uofficiel dansk rekord, idet der i en sjællandsserie kamp i 1962 blev der kun dømt 3 frispark igennem hele kampen. Kampens dommer Henning Thøgersen, Helsingør, udtalte efter kampen:

Til sidst havde jeg næsten dårlig samvittighed. Men der blev ikke begået flere frispark efter min mening. Selv om kampen havde stor betydning, og begge hold bestemt gik til sagen"

Cheftrænerne tilknyttet klubben siden årtusindeskiftet har inkluderet Søren Jacobsen (tidligere Brøndby IF spiller i 1980'erne) samt 3 tidligere Holbæk B&I spillere (der startede som spillende trænere), henholdsvis Finn Sune Jensen, Brian Nordahl og Anders Nielsen. Af spillere i denne periode kan nævnes Christian Jørgensen, Ersun Aslan, Christopher Neale, Morten Nielsen, Kasper Pedersen, Thomas "Tumbi" Nielsen, Christian Jensen, Steffen Falster.

## Højdepunkt
I forbindelse med omstrukturering af rækkerne i DBU og lokalunionerne, hvor kvalifikationsrækken blev nedlagt og de lokale serier til og med serie 3, nu skulle afvikles som efterårs- og forårsturnering , fik en skelsættende plads i Svebølle BI's historie. Sjællandsserien 2008 skulle nu afgøres med kun 1 kamp mod hver af de andre hold, igennem april til og med juni, samtidigt med en uvis faktor om, hvor mange op- og nedrykkere der der kunne være tale om, grundet sjællandske nedrykkere fra divisionerne.

Med henholdsvis 1 og 2 point ned til Ledøje-Smørum Fodbold og Rishøj Boldklub på 3. og 4. pladsen, og en lav målscore på 21-9 endte Svebølle BI på 2 pladsen, og dermed oprykning til danmarksserien for første gang. Oprykningen blev først afgjort i sidste spillerunde på bane 8 i Farum med en 0-4 sejr over Farum Boldklub, og en særdeles spændende kamp mellem Hørsholm-Usserød IK og Ledøje-Smørum Fodbold. Ledøje kom foran i første halvleg, siden kom Ledøje bagud 2-1 og reduceres efterfølgende til 9 mand via 2 gule kort, alligevel blev der reduceret til 2-2 i kampens lange overtid, der bød på 8 minutter.

I den forbindelse passerede Svebølle BI lokalrivalerne fra Kalundborg GB, som må spille sæson 2008/09 i sjællandsserien. Dermed blev Svebølle BI det bedst rangerede hold i nordvestsjælland sammen med Nordvest FC, som i øvrigt er i samme danmarksserie pulje 2008/09.
I sæsonen 2010/2011 kvalificerede klubben sig til DBU's 2. division, efter en playoff givende 3. plads. Der blev spillet om 1 plads med de 2 øvrige 3. pladser fra danmarksseriens pulje 2 og pulje 3, henholdsvis Boldklubben Frem Sakskøbing og Odder IGF

## Ekstern kilde/henvisning
- Svebølle BI's officielle hjemmeside